# Léon Walker
Pour les articles homonymes, voir Walter.
Léon Walker, né le 29 juillet 1937 à Brigue et mort le 29 octobre 2006 à Sion, est un joueur, puis entraîneur suisse de football.

## Biographie

### Entraîneur
Il est responsable de la sélection nationale de la Suisse de mai 1979 à décembre 1980. À l'issue d'une tournée en Amérique du Sud, il cède le relais à Paul Wolfisberg.

## Palmarès
- Champion de Suisse de LNA en 1957, 1958, 1959 et 1960 avec les BSC Young Boys
- Vainqueur de la Coupe de Suisse en 1958 (de) avec les BSC Young Boys

## Équipe nationale

### Joueur
- 1 sélection : Suisse-Allemagne 0-4, le 4 octobre 1959 à Berne

### Sélectionneur
16 rencontres coachées : 2 éliminatoires de Coupe du monde (2 défaites), 5 éliminatoires de Championnat d'Europe (2 victoires, 3 défaites) et 9 amicales (2 victoires, 1 partage et 6 défaites)

## Clubs successifs
- 1956-1963 BSC Young Boys
- 1964 FC Sion
- 1964-1965 BSC Young Boys
- 1966 FC Lucerne
- 1966-1970 FC Sion